# Орнитопархус, Андреас
Андре́ас Орнитопа́рхус, Орнитопа́рк (лат. Andreas Ornithoparchus; Ornitoparcus, фр. Andrée Ornitoparché; около 1490, Майнинген — после 1520), урождённый Андреас Фогельзанг (нем. Vogelsang) — немецкий музыкальный теоретик XVI века, чья деятельность протекала в 1514—1590 годы. 
Орнитопархус — перевод фамилии Фогельзанг на греческий язык. Известен также как Фогельхофер (Vogelhofer), Фогельмайер (Vogelmaier) и даже Фогельштеттер (Vogelstätter).
Андреас Орнитопархус, судя по альбому виттенбергской академии, родился в Майнингене (упомянут как Meyningensis) и в 1516 году получил звание Magister artium в Тюбингене. Вёл подвижной образ жизни, так как много говорит о своих путешествиях по Германии, Австрии и Венгрии. Дата и место смерти Орнитопархуса неизвестны.
Единственное дошедшее до нас сочинение Орнитопархуса «Микролог о практической музыке» (лат. Musicae activae micrologus) было опубликовано в Лейпциге в 1517 и неоднократно переиздавалось. Micrologus в заголовке отсылает к одноимённому (знаменитому) тексту Гвидо Аретинского, musica activa — синоним musica practica. Английский перевод трактата выполнил в 1609 году Джон Дауленд (репринт под редакцией Г. Риза и С. Ледбеттера — 1973).